# Teinobasis lorquini
Teinobasis lorquini är en trollsländeart som först beskrevs av Selys 1877.  Teinobasis lorquini ingår i släktet Teinobasis och familjen dammflicksländor. Inga underarter finns listade i Catalogue of Life.